# Víctor Tormo Grau
Víctor Tormo Grau (València, 1965) és un polític valencià d'EUPV, diputat a les Corts Valencianes a les VIII Legislatura (2011-2015). És sindicalista de CGT i treballa com a mestre d'educació especial a Castelló de la Plana.
L'any 2011 va ser condemnat per dues faltes d'injúries cap a Carlos Fabra, expresident de la Diputació de Castelló, per cridar-li corrupte al creuar-se'l pel carrer. En 2013 va tornar a ser condemnat amb una multa de 100 euros per insultar dos policies. L'abril de 2014 el Jutjat d'Instrucció número 2 de Castelló va obrir un judici oral contra ell per un presumpte delicte de vulneració i difusió de la intimitat, per publicar en Facebook una fotografia sobre l'actuació policial en una manifestació en protesta per la detenció d'un estudiant de la Universitat Jaume I l'any 2012, despés d'haver-los dem anat que s'identificaren i davant la negativa d'aquests. És diputat en les Corts Valencianes per la província de Castelló des de 2014, substituint a Marina Albiol quan esta va ser escollida eurodiputada a les Eleccions al Parlament Europeu de 2014.